# Električna riba
Električne ribe so ribe, ki lahko ustvarijo oz. generirajo lastno električno polje; pravimo, da so ribe elektrogene. Za ribe, ki lahko zaznajo električno polje, pravimo, da so elektroreceptivne. Vse ribe, ki so elektrogene, so tudi elektroreceptivne. Trenutno je znanih okoli 350 vrst električnih rib, ki prebivajo večinoma v morju in rekah Južne Amerike in Afrike.
Nekatere ribe, ki so elektroreceptivne, niso tudi elektrogene, zato jih ne uvrščamo med električne ribe. Take ribe so npr. morski psi in skati. Večina kostnic, vključno z okrasnimi akvarijskimi ribami ali ribami, ulovljenimi pri ribolovu, niso niti elektrogene niti elektroreceptivne.